# Rząd Juhana Partsa
Rząd Juhana Partsa – rząd Republiki Estońskiej funkcjonujący od 10 kwietnia 2003 do 13 kwietnia 2005.
Gabinet powstał po wyborach do Riigikogu X kadencji, wygranych przez partię Res Publica (RP). Koalicjantami zostały Estońska Partia Reform (RE) i Estoński Związek Ludowy (ERL). Zakończył swoje urzędowanie po dymisji premiera w związku z odwołaniem przez parlament ministra sprawiedliwości, co doprowadziło do rozpadu koalicji.

## Skład rządu
| funkcja                         | minister          | partia | okres urzędowania   | okres urzędowania   |
| funkcja                         | minister          | partia | od                  | do                  |
| ------------------------------- | ----------------- | ------ | ------------------- | ------------------- |
| premier                         | Juhan Parts       | RP     | 10 kwietnia 2003    | 13 kwietnia 2005    |
| minister edukacji               | Toivo Maimets     | RP     | 10 kwietnia 2003    | 13 kwietnia 2005    |
| minister sprawiedliwości        | Ken-Marti Vaher   | RP     | 10 kwietnia 2003    | 13 kwietnia 2005    |
| minister obrony                 | Margus Hanson     | RE     | 10 kwietnia 2003    | 22 listopada 2004   |
| minister obrony                 | Jaak Jõerüüt      | RE     | 22 listopada 2004   | 13 kwietnia 2005    |
| minister środowiska             | Villu Reiljan     | ERL    | 10 kwietnia 2003    | 13 kwietnia 2005    |
| minister kultury                | Urmas Paet        | RE     | 10 kwietnia 2003    | 13 kwietnia 2005    |
| minister gospodarki i łączności | Meelis Atonen     | RE     | 10 kwietnia 2003    | 13 września 2004    |
| minister gospodarki i łączności | Andrus Ansip      | RE     | 13 września 2004    | 13 kwietnia 2005    |
| minister rolnictwa              | Tiit Tammsaar     | ERL    | 10 kwietnia 2003    | 2 kwietnia 2004     |
| minister rolnictwa              | Ester Tuiksoo     | ERL    | 5 kwietnia 2004     | 13 kwietnia 2005    |
| minister finansów               | Tõnis Palts       | RP     | 10 kwietnia 2003    | 6 października 2003 |
| minister finansów               | Taavi Veskimägi   | RP     | 6 października 2003 | 13 kwietnia 2005    |
| minister spraw wewnętrznych     | Margus Leivo      | ERL    | 10 kwietnia 2003    | 13 kwietnia 2005    |
| minister spraw społecznych      | Marko Pomerants   | RP     | 10 kwietnia 2003    | 13 kwietnia 2005    |
| minister spraw zagranicznych    | Kristiina Ojuland | RE     | 10 kwietnia 2003    | 10 lutego 2005      |
| minister spraw zagranicznych    | Rein Lang         | RE     | 21 lutego 2005      | 13 kwietnia 2005    |
| minister ds. narodowościowych   | Paul-Eerik Rummo  | RE     | 10 kwietnia 2003    | 13 kwietnia 2005    |